# Гургуль, Михал
Ми́хал Гу́ргуль (пол. Michał Gurgul; 30 января 2006, Познань) — польский футболист, полузащитник клуба «Лех».

## Клубная карьера
Михал Гургуль родился в городе Познань и является воспитанником познаньской академии футбола. В 2017 году он присоединился к молодёжной команде местного клуба «Лех».
В конце февраля 2023 года Михал сыграл свой первый матч в составе дублирующего состава «Леха». А через две недели 12 марта дебютировал в первой команде в матче чемпионата Польши, выйдя на замену в матче против «Пяста». А два дня спустя после своего дебюта подписал с клубом новый трёхлетний контракт.
28 сентября Гургуль забил свой первый гол на профессиональном уровне в матче против «Ракува».

## Карьера в сборной
В 2023 году Михал Гургуль принимал участие в юношеском чемпионате Европы до 17 лет, где сыграл все пять поединков, дойдя с командой в полуфинал и обеспечив команде место на юношеском чемпионате мира 2023 года.
В сентябре 2023 года Гургуль начал свои выступления за юношескую сборную Польши (U-18).